# ممفیس (آلاباما)
ممفیس (به انگلیسی: Memphis) شهری در شهرستان پیکنز ایالت آلاباما است که مساحت آن ۱٫۰۱ کیلومتر مربع است و در سرشماری سال ۲۰۱۰ میلادی، ۲۹ نفر جمعیت داشته و تراکم جمعیتی آن، ۲۸٫۷۱ نفر در هر کیلومتر مربع بوده است.

## نگارخانه

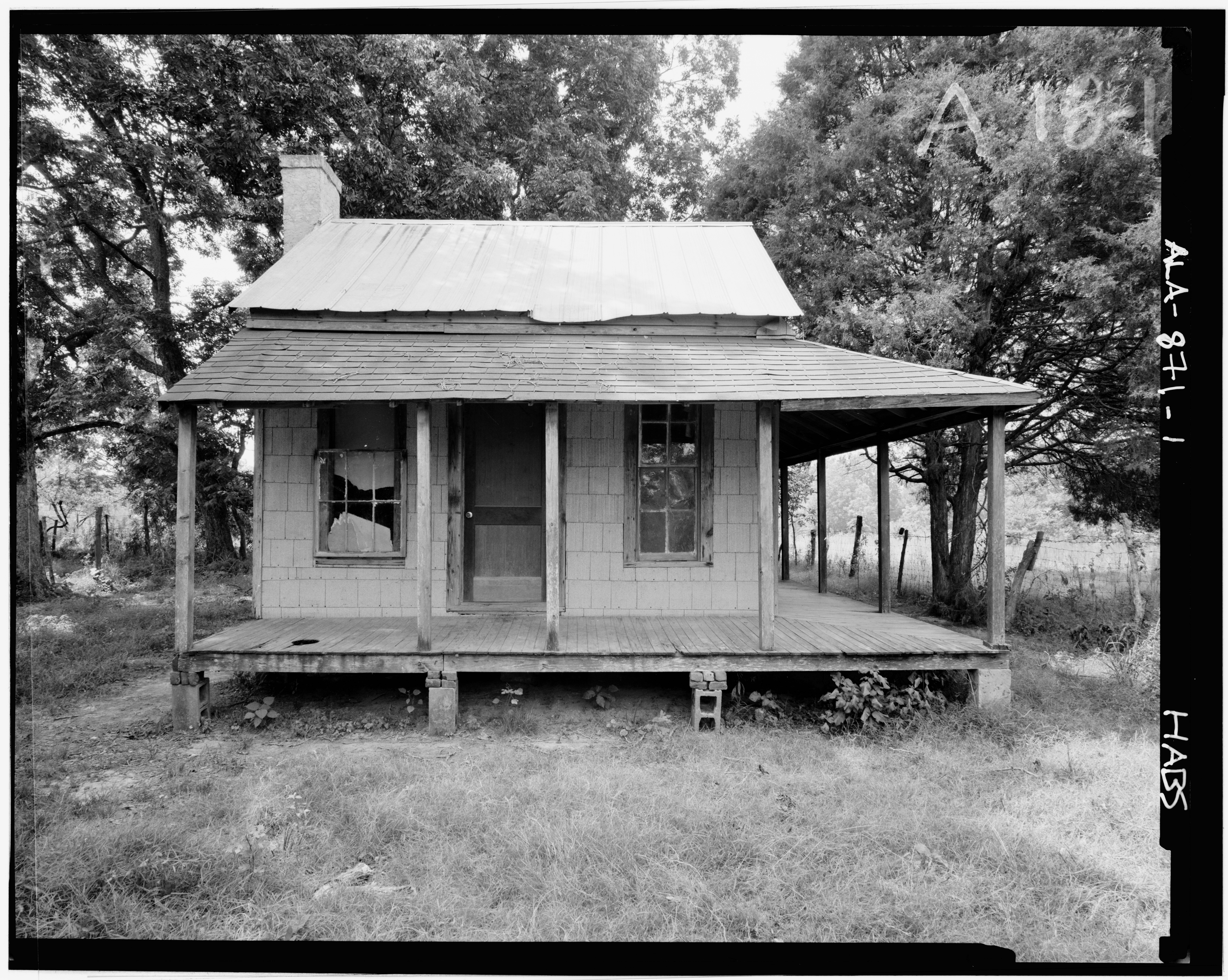
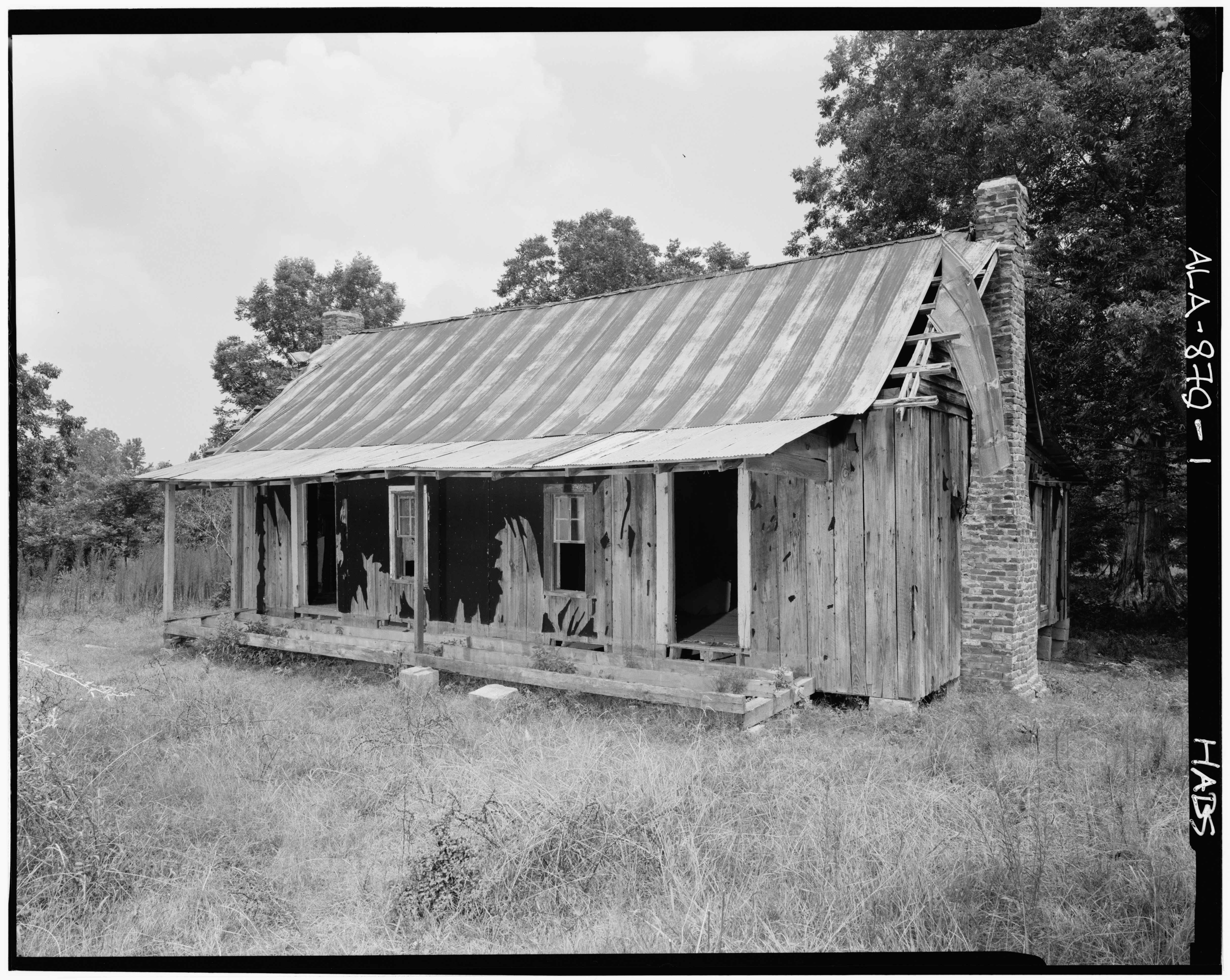